# Pont des Martyrs

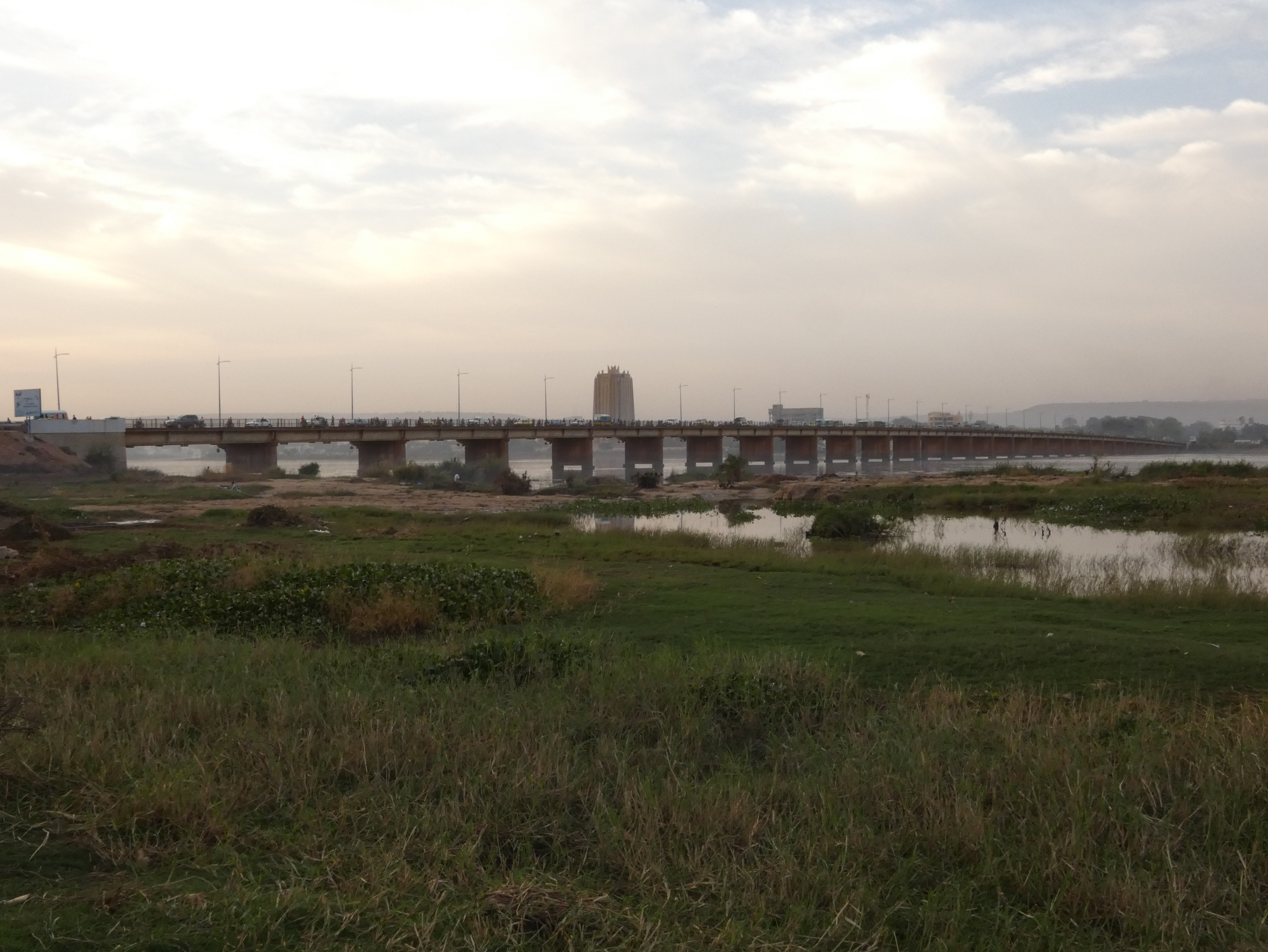
Blick vom Südufer des Niger in Richtung zur Brücke, im Hintergrund der Tour de la BCEAO

Der Pont des Martyrs ist ein Brückenbauwerk in der malischen Hauptstadt Bamako.
Die 1957 eröffnete Brücke mit dem Namen Pont de Badalabougou wurde in der französischen Kolonialzeit von Mali erbaut. 1961 nach der Unabhängigkeit wurde sie umbenannt. Sie führt die RN7 (Route nationale 7) über den Fluss Niger und verbindet den älteren Stadtkern der malischen Hauptstadt am nördlichen Ufer mit den Vororten am südlichen Ufer und den Flughafen Aéroport international de Bamako-Sénou.
Die rund 600 Meter lange zweispurige Brücke mit 22 Stützpfeilern wurde in Stahlbetontechnik errichtet.